# Sudamerlycaste
Sudamerlycaste är ett släkte av orkidéer. Sudamerlycaste ingår i familjen orkidéer.

## Bildgalleri

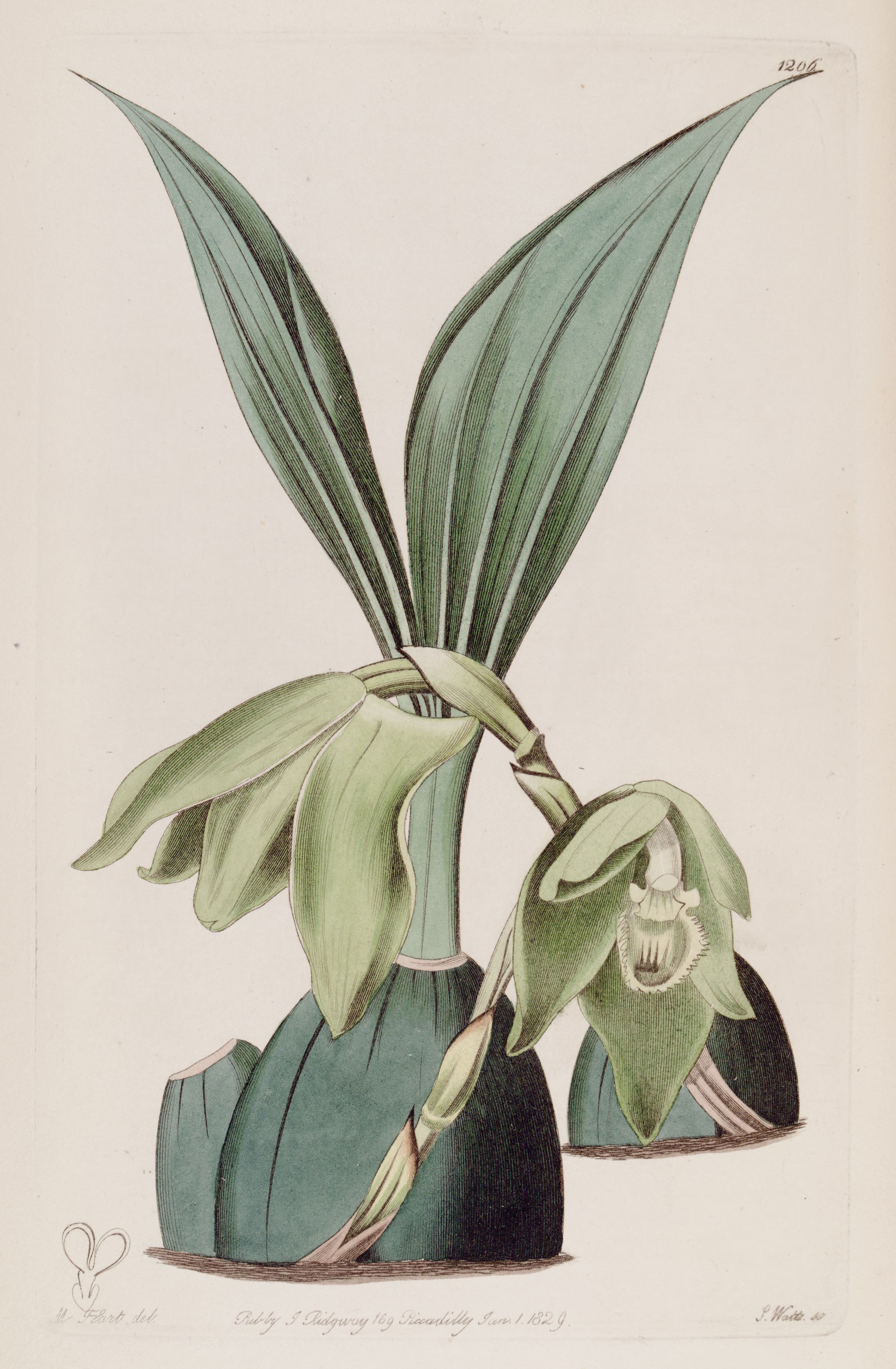
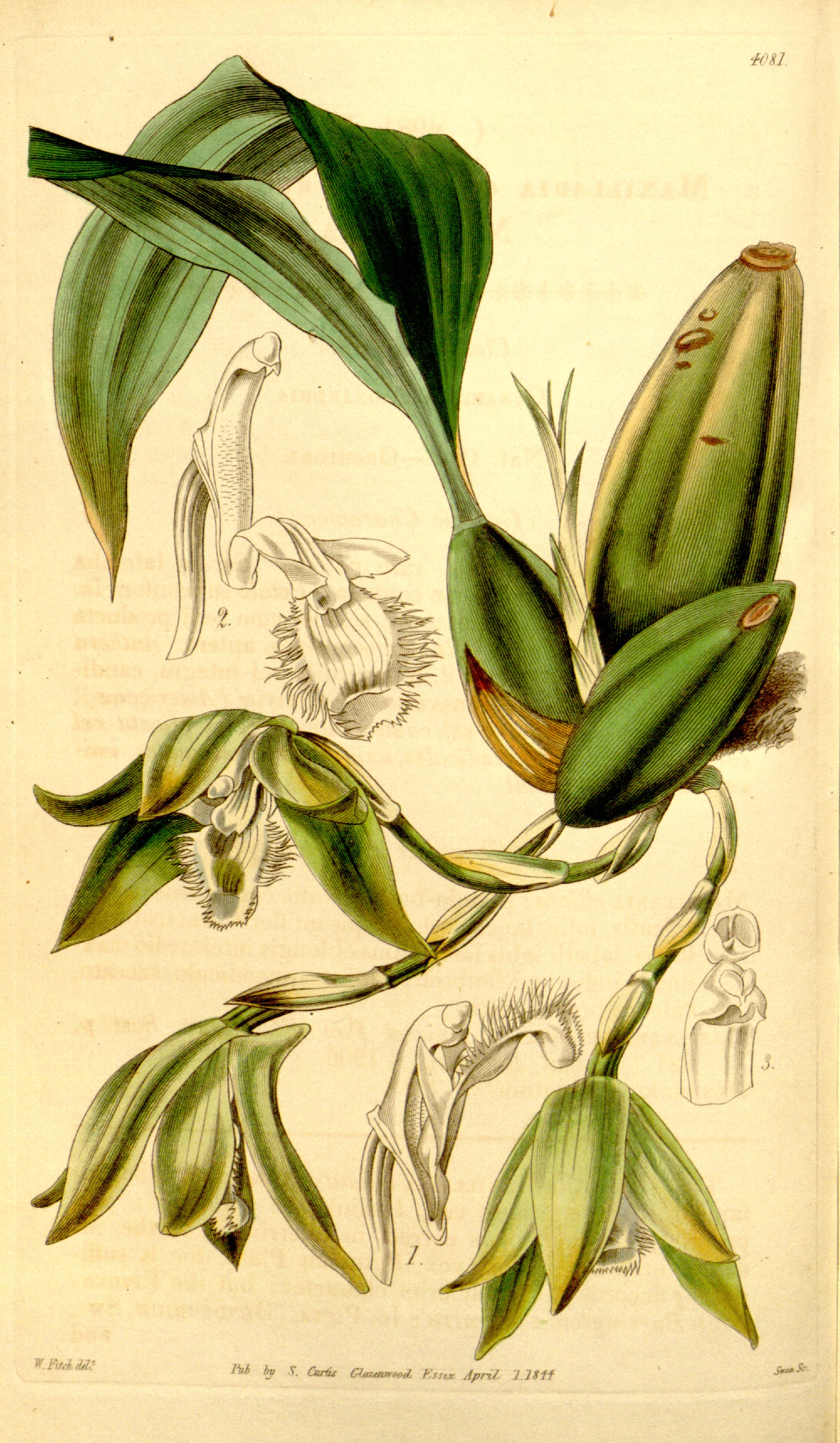
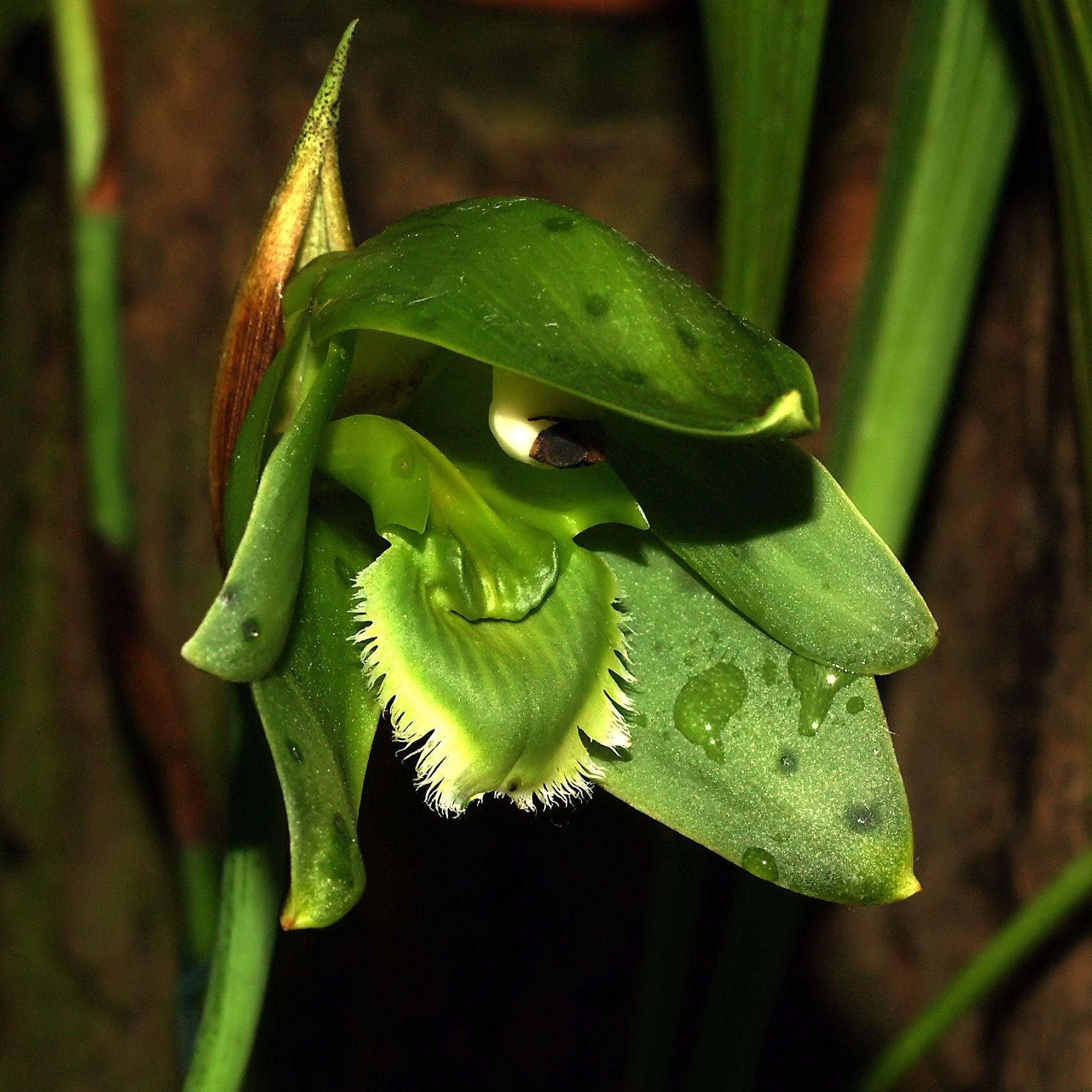
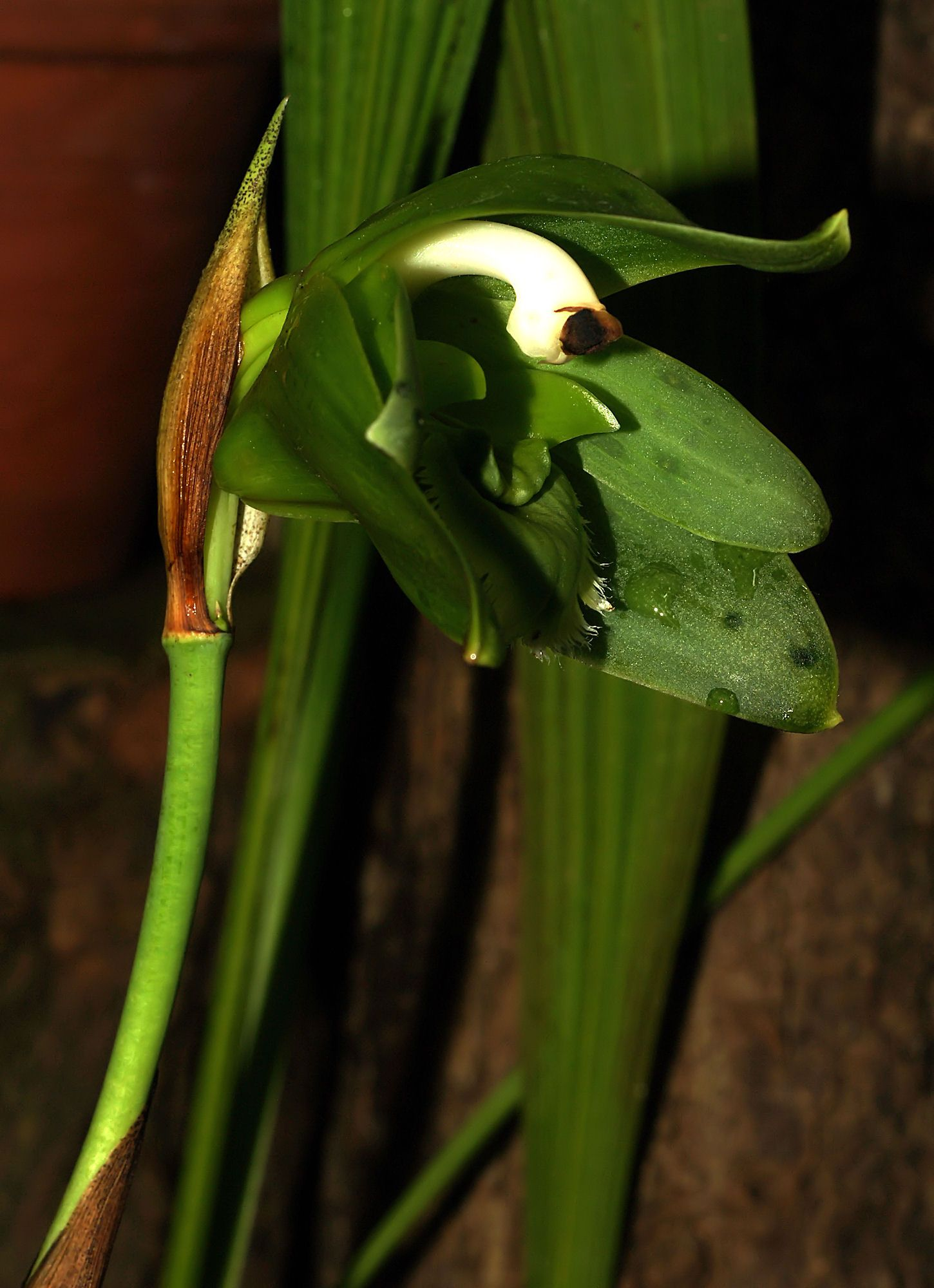
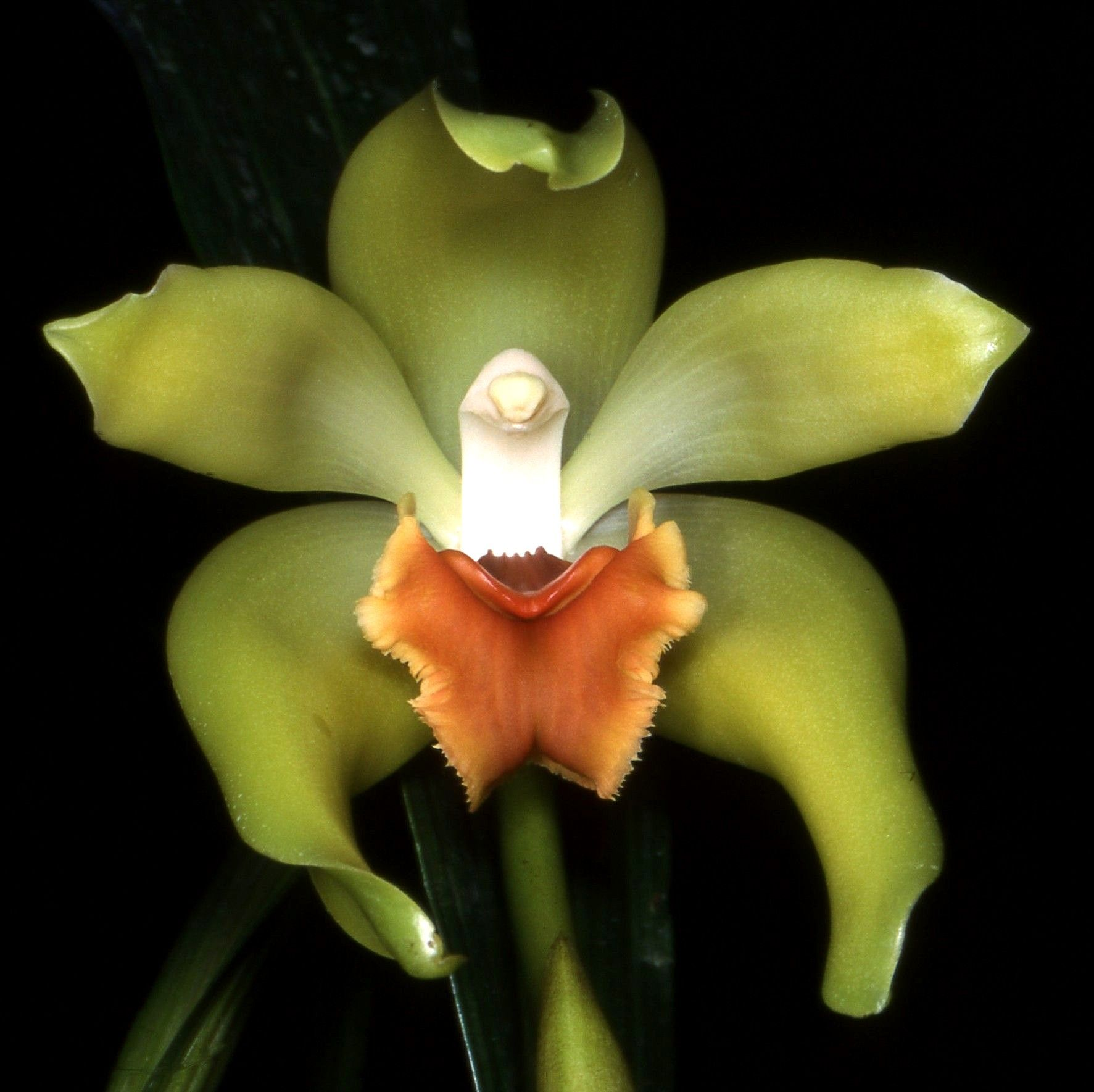
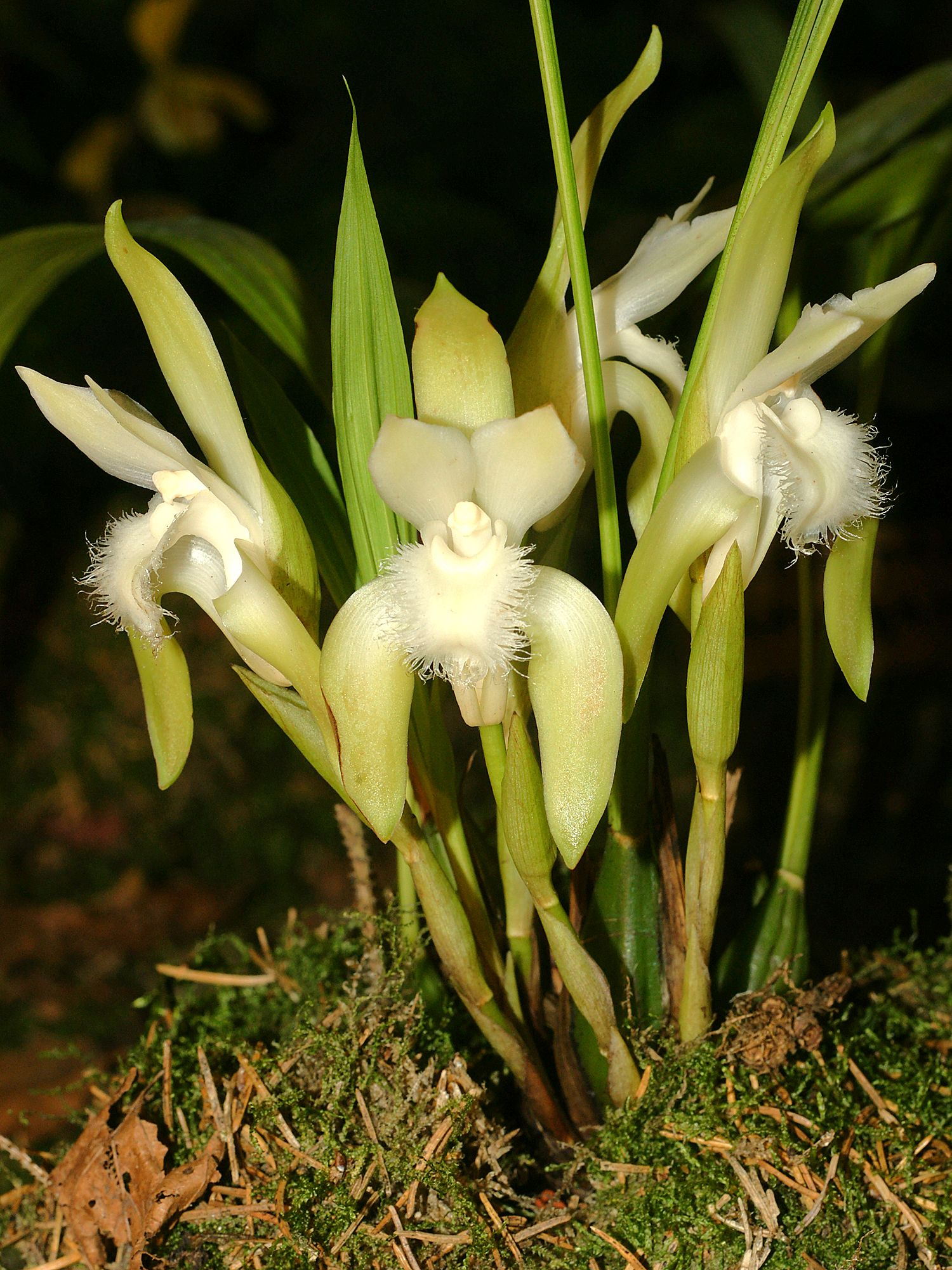

## Dottertaxa tillSudamerlycaste, i alfabetisk ordning[1]
- Sudamerlycaste acaroi
- Sudamerlycaste andreettae
- Sudamerlycaste angustitepala
- Sudamerlycaste ariasii
- Sudamerlycaste barringtoniae
- Sudamerlycaste barrowiorum
- Sudamerlycaste castanea
- Sudamerlycaste ciliata
- Sudamerlycaste cinnabarina
- Sudamerlycaste cobbiana
- Sudamerlycaste costata
- Sudamerlycaste diastasia
- Sudamerlycaste dunstervillei
- Sudamerlycaste dyeriana
- Sudamerlycaste ejirii
- Sudamerlycaste fimbriata
- Sudamerlycaste fragans
- Sudamerlycaste fulvescens
- Sudamerlycaste gigantea
- Sudamerlycaste grandis
- Sudamerlycaste heynderycxii
- Sudamerlycaste hirtzii
- Sudamerlycaste jamesiorum
- Sudamerlycaste jimenezii
- Sudamerlycaste lacheliniae
- Sudamerlycaste laciniata
- Sudamerlycaste lanipes
- Sudamerlycaste lata
- Sudamerlycaste linguella
- Sudamerlycaste lionetii
- Sudamerlycaste locusta
- Sudamerlycaste maxibractea
- Sudamerlycaste monopampanensis
- Sudamerlycaste munaensis
- Sudamerlycaste nana
- Sudamerlycaste peruviana
- Sudamerlycaste priscilae
- Sudamerlycaste reichenbachii
- Sudamerlycaste rikii
- Sudamerlycaste rossyi
- Sudamerlycaste shigerui
- Sudamerlycaste tornemezae
- Sudamerlycaste troyanoi
- Sudamerlycaste uribei